# Footloose (film, 1984)
Pour les articles homonymes, voir Footloose.
Pour plus de détails, voir Fiche technique et Distribution.
Footloose est un film américain réalisé par Herbert Ross, sorti en 1984.
Il raconte l'histoire de Ren McCormack (Kevin Bacon), un adolescent de Chicago qui s'installe dans une petite ville où il tente de renverser l'interdiction de danser imposée par le révérend local (John Lithgow). La danse et les musiques sont proscrites, depuis l'accident de voiture qui a emporté plusieurs jeunes, dont le fils aîné du révérend. Rebelle et provocateur dans l'âme, Ren commence tout d'abord par ignorer la loi. Il va finalement décider de la combattre avec ses amis, Willard et Ariel (la fille du révérend), en essayant de prouver au révérend et à toute la ville que la danse ne mène pas nécessairement à la dépravation.
Le film reçoit des critiques mitigées mais est un succès au box-office, rapportant 80 millions $ en Amérique du Nord, en faisant le septième plus grand succès de l'année. Les chansons Footloose de Kenny Loggins et Let's Hear It for the Boy de Deniece Williams ont été nommées à l'Oscar de la meilleure chanson originale.

## Synopsis
Ren MacCormack, originaire de Chicago, et sa mère Ethel déménagent dans la petite ville de Bomont pour vivre avec la tante et l'oncle de Ren dans le Sud-Ouest rural. En allant à l'église, Ren rencontre le révérend Shaw Moore, sa femme Vi et sa fille Ariel. Ariel met imprudemment sa vie en danger en se rebellant contre la stricte nature religieuse de son père, à la grande colère de ses amis et de son petit ami Chuck Cranston à la suite d'une mésaventure sur la route, où Ariel, debout sur deux voitures (un pied sur chaque portière), faillit rentrer en collision avec un camion.
À l'école, Ren se lie d'amitié avec Willard Hewitt, et apprend que le conseil municipal a interdit la danse et la musique rock dans les limites de la ville. Il commence bientôt à tomber amoureux d'Ariel. Après avoir échangé des insultes avec Chuck, Ren est défié au jeu faucon-colombe, impliquant des tracteurs. Ren gagne lorsque son lacet se coince et l'empêche de sauter du tracteur. Le révérend Shaw se méfie de Ren et interdit à Ariel de le voir après qu'elle commence à éprouver des sentiments pour lui.
Voulant montrer à ses amis la joie et la liberté de la danse, Ren conduit Ariel, Willard et sa meilleure amie Rusty dans un bar de campagne situé à 160 km de Bomont. Une fois sur place, Willard révèle qui ne sait pas danser et se dispute avec un homme qui danse avec Rusty. Sur le chemin du retour, la bande traverse un pont où Ariel raconte comment son frère aîné est mort dans un accident de voiture alors qu'il conduisait sous l'emprise de l'alcool après une nuit de danse. L'accident a détruit son père et l'a incité à persuader le conseil municipal de promulguer des lois strictes contre l'alcool, la drogue et la danse. Ariel commence à contester ouvertement l'autorité de son père à la maison. Ren décide de contester l'ordonnance anti-danse pour que le lycée puisse organiser un bal de fin d'année.
Willard est embarrassé par son incapacité à danser avec Rusty, ce qui amène Ren à lui donner des leçons privées après les heures de cours. Chuck confronte Ariel à propos de ses sentiments envers Ren derrière les gradins. Ariel donne le premier coup de poing, auquel Chuck réplique par une gifle du revers, la faisant tomber au sol. Réalisant ce qu'il a fait, Chuck commence à se retirer de la situation et retourne dans son véhicule ; cependant, Ariel aggrave encore la situation en prenant un poteau et en commençant à briser les phares du pick-up de Chuck, il l'attrape pour éviter d'autres dégâts, mais elle continue à se battre - ce n'est que lorsque Chuck l'enjambe après une échauffourée et lui donne une dernière gifle qu'il la met hors d'état de nuire et lui permet de s'éloigner en lui disant qu'il en avait "fini avec elle de toute façon". Ren aide Ariel à se nettoyer avant de rentrer chez elle, cimentant ainsi leur relation. Cette nuit-là, une brique portant l'inscription "Brûlez en enfer" est jetée par la fenêtre de la maison de Ren, ce qui pousse son oncle à s'en prendre à son franc-parler. Ethel révèle qu'elle a été renvoyée par son patron à cause des actions de Ren, mais dit à son fils de se battre pour ce qu'il croit être juste.
Avec l'aide d'Ariel, Ren se présente devant le conseil municipal et lit plusieurs versets de la Bible pour citer la signification scripturale de la danse comme moyen de se réjouir, de faire de l'exercice et de célébrer. Bien que Shaw soit ému, le conseil vote contre la proposition de Ren, mais Vi, qui soutient le mouvement, explique à Shaw qu'il ne peut pas être le père de tout le monde et qu'il est loin d'être un père pour Ariel.
Malgré une nouvelle discussion avec Ren sur ses propres pertes familiales et l'ouverture d'Ariel sur son propre passé, révélant qu'elle a eu des relations sexuelles, Shaw ne peut se résoudre à changer de position. Le lendemain, Shaw voit des membres de sa congrégation brûler des livres de la bibliothèque qui, selon eux, sont dangereux pour les jeunes de la ville. Se rendant compte que la situation est devenue incontrôlable, Shaw arrête l'autodafé, réprimande les gens et les renvoie chez eux.
Le dimanche suivant, Shaw demande à sa congrégation de prier pour les lycéens qui organisent le bal de fin d'année, qui a lieu dans un moulin à grains juste à l'extérieur de la ville de Bomont. Le soir du bal, Shaw et Vi écoutent depuis l'extérieur du moulin, et dansent pour la première fois depuis des années. Chuck et ses amis arrivent et attaquent Willard, Ren arrive à temps pour égaliser les chances et assommer Chuck. Ren, Ariel, Willard et Rusty rejoignent la fête et dansent joyeusement toute la nuit.

## Fiche technique
Sauf indication contraire, les informations mentionnées dans cette section peuvent être confirmées par la base de données cinématographiques IMDb,  présente dans la section « Liens externes ».
- Titre français et original : Footloose
- Titre québécois : Pied Perdu
- Réalisation : Herbert Ross
- Scénario : Dean Pitchford
- Musique : Kenny Loggins
- Photographie : Ric Waite
- Montage : Paul Hirsch
- Décors : Ron Hobbs
- Costumes : Gloria Gresham
- Production : Lewis J. Rachmil, Craig Zadan et Daniel Melnick (en)
- Sociétés de production : Phoenix Pictures, Silver Screen Partners et IndieProd Company Productions
- Distribution : United International Pictures (France), Paramount Pictures (États-Unis)
- Budget : 8,2 millions de dollars
- Pays d'origine : États-Unis
- Format : Couleurs - 1,85:1 - Dolby - 35 mm
- Genre : comédie dramatique, romance et film musical
- Durée : 107 minutes
- Dates de sortie :
  -  États-Unis : 17 février 1984
  -  France : 9 mai 1984

## Distribution
- Kevin Bacon (VF : Éric Legrand) : Ren McCormack
- Lori Singer (VF : Christine Verger) : Ariel Moore
- John Lithgow (VF : Sady Rebbot) : le révérend Shaw Moore
- Dianne Wiest (VF : Christine Delaroche) : Vi Moore
- Chris Penn (VF : Éric Baugin) : Willard Hewitt
- Sarah Jessica Parker (VF : Françoise Dasque) : Rusty
- Frances Lee McCain : Ethel McCormack
- John Laughlin (en) (VF : Richard Darbois) : Woody
- Elizabeth Gorcey (VF : Dorothée Jemma) : Wendy Jo
- Jim Youngs (VF : Joël Martineau) : Chuck Cranston
- Arthur Rosenberg (VF : Julien Thomast) : Wes Warnicker
- Linda McEwen (VF : Pauline Larrieu) : Eleanor Dunbar
- Kim Jensen (VF : Joëlle Fossier) : Edna
- Leo Geter (VF : Christian Bénard) : Rich
- Douglas Dirkson (VF : Henry Djanik) : Burlington Cranston
- Lynne Marta (VF : Régine Blaess) : Lulu Warnicker
- Timothy Scott (VF : Mario Santini) : Andy Beamis
- Alan Haufrect (VF : Jacques Chevalier) : l'entraîneur Roger Dunbar

## Production

### Genèse et développement
Le film est basé sur des événements ayant réellement eu lieu en 1978 à Elmore City, petite ville rurale de l'Oklahoma. La danse y était bannie depuis près de 90 ans, jusqu'à ce qu'un groupe de lycéens bouscule les règles.
Alors que les négociations avec Herbert Ross échouent, Paramount fait appel à Michael Cimino pour réaliser le film. Il est finalement renvoyé après avoir demandé une avance de 250 000 dollars pour réécrire entièrement le scénario avant le début du tournage.

### Attribution des rôles
Pour le rôle principal de Ren, Tom Cruise et Rob Lowe sont envisagés. Cependant, le premier est pris par le tournage de L'Esprit d'équipe et le second se blesse. John Travolta a par ailleurs refusé le rôle. Après avoir vu Diner (1982), le réalisateur Herbert Ross insiste pour avoir Kevin Bacon. Ce dernier abandonne alors le rôle qu'il devait tenir dans Christine. Grand fan de The Police, Kevin Bacon s'inspire de la coiffure de Sting pour son personnage.
Le rôle d'Ariel est refusé par de nombreuses actrices comme Daryl Hannah, Elizabeth McGovern, Melanie Griffith, Michelle Pfeiffer, Jamie Lee Curtis, Rosanna Arquette, Meg Tilly, Julia Louis-Dreyfus, Heather Locklear, Meg Ryan, Jennifer Jason Leigh, Jodie Foster, Phoebe Cates, Tatum O'Neal, Bridget Fonda, Lori Loughlin, Diane Lane ou encore Brooke Shields. Madonna et Haviland Morris ont par ailleurs auditionné pour ce rôle.
Les scènes où Chris Penn apprend à danser ont été ajoutées au scénario parce que ce dernier ne savait réellement pas danser.

### Tournage
Le tournage a lieu dans l'Utah, notamment à Provo, Lehi, Orem, American Fork, Vineyard. Le lycée utilisé pour le film est situé à Payson dans l'Utah.

## Bande originale
La bande originale du film est constituée de plusieurs chansons interprétées par différents artistes. Elle obtient un important succès dans le monde, en particulier aux États-Unis où elle s'est vendue à 9 000 000 d'exemplaires (9 fois disque de platine).
Deux des chansons extraites en single se classent en tête du Billboard Hot 100 : Footloose par Kenny Loggins (également no 1 au Canada, en Australie, et en Nouvelle-Zélande) et Let's Hear It for the Boy par Deniece Williams.
Se classent aussi dans le Billboard Hot 100 : Almost Paradise, chantée en duo par Mike Reno du groupe Loverboy et Ann Wilson du groupe Heart (7e), Dancing in the Sheets par la formation disco-funk Shalamar (17e), I'm Free (Heaven Helps the Man), second titre interprété par Kenny Loggins (22e) et Holding Out for a Hero par la chanteuse galloise Bonnie Tyler (34e aux États-Unis, 2e au Royaume-Uni).
En 1998 sort une édition collector avec quatre titres bonus : une version longue de Dancing in the Sheets et trois chansons entendues dans le film de 1984.
| 1. | Footloose (Kenny Loggins)                                            | - Dean Pitchford - Kenny Loggins | - Loggins - Lee DeCarlo  | 3:46 |
| 2. | Let's Hear It for the Boy (Deniece Williams)                         | - Pitchford - Tom Snow           | George Duke              | 4:20 |
| 3. | Almost Paradise (Love Theme from Footloose) (Mike Reno & Ann Wilson) | - Pitchford - Eric Carmen        | Keith Olsen              | 3:50 |
| 4. | Holding Out for a Hero (Bonnie Tyler)                                | - Pitchford - Jim Steinman       | Steinman                 | 5:50 |
| 5. | Dancing in the Sheets (Shalamar)                                     | - Pitchford - Bill Wolfer        | Wolfer                   | 4:03 |
| 6. | I'm Free (Heaven Helps the Man) (en) (Kenny Loggins)                 | - Pitchford - Loggins            | - Loggins - David Foster | 3:46 |
| 7. | Somebody's Eyes (Karla Bonoff)                                       | - Pitchford - Snow               | John Boylan              | 3:33 |
| 8. | The Girl Gets Around (Sammy Hagar)                                   | - Pitchford - Sammy Hagar        | Hagar                    | 3:22 |
| 9. | Never (Moving Pictures)                                              | - Pitchford - Michael Gore       | Boylan                   | 3:45 |

| 10. | Bang Your Head (Metal Health) (Quiet Riot)            | - Carlos Cavazo - Kevin DuBrow - Frankie Banali - Tony Cavazo | Spencer Proffer                     | 5:17 |
| 11. | Hurts So Good (John Mellencamp)                       | - John Mellencamp - George M. Green                           | - Mellencamp - Don Gehman           | 3:42 |
| 12. | Waiting for a Girl Like You (Foreigner)               | - Mick Jones - Lou Gramm                                      | - Jones - Robert Lange              | 4:50 |
| 13. | Dancing in the Sheets (Extended 12" Remix) (Shalamar) | - Pitchford - Wolfer                                          | - Wolfer - John "Jellybean" Benitez | 6:16 |

### Classements et certifications
| Classement 1984               | Meilleure place |
| ----------------------------- | --------------- |
| Allemagne (Media Control AG)  | 3               |
| Autriche (Ö3 Austria Top 40)  | 1'              |
| États-Unis (Billboard 200)    | 1               |
| France (IFOP)                 | 20              |
| Norvège (VG-lista)            | 2               |
| Nouvelle-Zélande (RIANZ)      | 1               |
| Pays-Bas (Mega Album Top 100) | 42              |
| Royaume-Uni (UK Albums Chart) | 7               |
| Suède (Sverigetopplistan)     | 10              |
| Suisse (Schweizer Hitparade)  | 1               |

| Pays        | Certifications |
| ----------- | -------------- |
| Canada      | 6 × Platine    |
| États-Unis  | 9 × Platine    |
| Royaume-Uni | Or             |

## Distinctions

### Récompense
- ShoWest Convention : meilleure révélation pour Lori Singer[17]

### Nominations
- Oscars 1985 : meilleure chanson originale pour Footloose ainsi que pour Let's Hear It for the Boy
- Golden Globes 1995 : meilleure chanson originale pour Footloose
- Grammy Awards 1985 : meilleur album ou enregistrement spécial écrit pour le cinéma ou la télévision
- Young Artist Awards 1985 : meilleur film familial comique ou musical, meilleure jeune actrice dans un second rôle pour Sarah Jessica Parker

## Postérité
Footloose a inspiré de nombreux artistes et est mentionnée dans plusieurs films et séries télévisées.
- Dans le film Cet été-là (2013), Owen fait référence à ce film et au remake[18].
- Dans le film Les Gardiens de la Galaxie (2014), Star-Lord explique à Gamora qu'il adore la musique et la danse depuis qu'il a vu le film[19].
- Dans le film Avengers: Infinity War (2018), Star-Lord demande si c'est toujours le meilleur film de tous les temps, Peter Parker lui répond que cela ne l'a jamais été[20].
- Le DJ français Joachim Garraud utilise également un passage du film comme sample pour l'ouverture de son émission ZeMixx. Il s'agit de la phrase : « Alors on peut pas danser ici ? »[21].
- Dans la série Dawson's Creek, Andie danse sur la musique de Footloose au début d'un épisode de la saison 2 sur l'épisode 15 et diffusé le 14 octobre 1998[22].
- La série How I Met Your Mother fait également référence au film dans l'épisode 4 de la saison 2 du 9 octobre 2006 :
  - Robin : « Dancing is bad, dancing leads to sex. » (« Danser c'est grave, danser mène au sexe »).
  - Lilly : « Did you grow up in that Footloose town? » (« Tu n'aurais pas grandi dans la ville de Footloose ? »)[23].
- La série American Dad! fait référence au film et le parodie légèrement dans l'épisode 15 de la saison 3 du 1er avril 2007, intitulé Quatre petits mots, où Roger se prend pour Kevin Bacon[24].
- Dans la série Modern Family de 2009, Footloose semble être le film préféré de Phil Dunphyhttps://www.charactour.com/hub/characters/view/Phil-Dunphy.Modern-Family.
- À la fin du 11e épisode de la 20e saison de la série Les Simpson du 1er mars 2009, les enfants ainsi que l'inspecteur Gary Chalmers dansent comme dans le film[25].
- Dans la saison 1, épisode 7 de Rick et Morty du 10 mars 2014 : le fils de Morty reproduit la danse effectuée par Kevin Bacon dans le film[26].
- L'épisode 15  de la 4ème saison de la série Glee du 7 mars 2013 fait aussi référence au film.
- Dans la série Les Griffin diffusée le 27 avril 2014, Peter Griffin refait la danse du film en expliquant : « quand je suis en colère, je danse comme dans Footloose » (épisode 18 Noir c'est noir ).
- Dans la série Umbrella Academy, Diego hallucine une battle de danse entre l'Umbrella Academy et la Sparrow Academy sur la musique de Footloose dans l'épisode 1 de la saison 3 du 15 février 2019[27].
- Dans le 9e épisode de la 4e saison de la série Young Sheldon du 25 février 2021, Georgie montre le film à Missy pour qu'elle puisse convaincre leur mère de la laisser aller à un bal[28].

## Comédie musicale et remake
Footloose a donné lieu à une comédie musicale de Walter Bobbie, dont la première eu lieu le 2 octobre 1998 au Richard Rodgers Theatre de New York.
Un remake du même nom, réalisé par Craig Brewer, est sorti en 2011. Kenny Wormald y incarne Ren McCormack.

## Autre
Le film est initialement sorti en blu-ray chez Paramount.
Pour fêter le 40ème anniversaire du film, un Blu-Ray Steelbook 4K, édité chez Paramount,, est sorti en février 2024.
A l'approche des 40 ans du film et à la suite du lancement de l'hashtag "bacontopayson", l'acteur Kevin Bacon a décidé de venir fêter l'évènement le 21 avril 2024 au bal de la promo dans l'école qui avait été choisie pour tourner le film en 1984, la salle devant être démolie juste après,.